# Simtek S951
Simtek S951 — болид Формулы-1 команды Simtek, построенный для участия в чемпионате 1995 года.

## История
Начало сезона наводило на мысли, что дела команды постепенно наладятся. В пару к итальянцу Доменико Скиаттарелла, пригласили голландского пилота Йоса Верстаппена, который был партнёром Михаэля Шумахера по команде Benetton и принёс в придачу к спонсорским деньгам ещё и коробки передач Benetton.
Первый этап сезона Гран-при Бразилии прошла так же, как и предыдущие гонки команды, а вот на следующем Гран-при Аргентины Ферстаппен квалифицировался уже 14, но в гонке сошёл из-за отказа коробки передач, а Скиаттарелла финишировал 9, стартуя с 20 места. В Испании наметился прогресс - Йос отстал от победителя уже «всего» на 2 круга, но финансовое положение команды не только не улучшилось, а наоборот, только стало хуже.
Что бы выручить хоть какие то деньги, команда собиралась заменить Скиаттарелле японцем Хидеки Нода, которому, собственно говоря это место и продали. Ходили слухи, что выступлениями Ферстаппена заинтересовался некий крупный спонсор, и он хочет купить Simtek. Помимо этого, если бы покупка состоялась, то спонсоры команды MTV, Korean Air и Russel Athletic увеличили бы финансирование. О сделке обещали объявить в Монако.
Однако гонка стала «последней каплей»: не проехав и одного круга, Ферстаппен в очередной раз сошёл из-за отказа КПП, а Скиаттарелла угодил в аварию и на повторный старт не вышел. Переговоры со спонсорами, ни к чему не привели, и покупка не состоялась. На следующий этап в Монреаль команда не поехала, а позже Simtek объявила о самоликвидации.

## Результаты выступлений в гонках
| Год  | Шасси | Двигатель       | Шины | Пилоты       | 1    | 2    | 3    | 4   | 5   | 6   | 7   | 8   | 9   | 10  | 11  | 12  | 13  | 14  | 15  | 16  | 17  | Место | Очки |
| ---- | ----- | --------------- | ---- | ------------ | ---- | ---- | ---- | --- | --- | --- | --- | --- | --- | --- | --- | --- | --- | --- | --- | --- | --- | ----- | ---- |
| 1995 | S951  | Ford EDB 3,0 V8 | G    |              | БРА  | АРГ  | САН  | ИСП | МОН | КАН | ФРА | ВЕЛ | ГЕР | ВЕН | БЕЛ | ИТА | ПОР | ЕВР | ТИХ | ЯПО | АВС | НКЛ   | 0    |
| 1995 | S951  | Ford EDB 3,0 V8 | G    | Скиаттарелла | Сход | 9    | Сход | 15  | НС  |     |     |     |     |     |     |     |     |     |     |     |     | НКЛ   | 0    |
| 1995 | S951  | Ford EDB 3,0 V8 | G    | Верстаппен   | Сход | Сход | Сход | 12  | НС  |     |     |     |     |     |     |     |     |     |     |     |     | НКЛ   | 0    |

| Легенда к таблице |                                                                    |
| --- | ------------------------------------------------------------------ |
| В таблице перечислены результаты всех Гран-при Формулы-1, в которых использовался автомобиль. Строками таблицы являются сезоны, столбцами — этапы чемпионата мира. В каждой клетке указаны сокращённое название этапа и результат, дополнительно обозначенный цветом. Расшифровка обозначений и цветов представлена в нижеследующей таблице. |                                                                    |
| \| Пример \| Описание \| \| ------------ \| ------------------------------------------------------------------ \| \| 1 \| Победитель \| \| 2 \| Второе место \| \| 3 \| Третье место \| \| 5 \| Финишировал, заработав очки \| \| Сход \| Не финишировал, но при этом заработал очки \| \| 12 \| Финишировал, не получив очков \| \| НКЛ \| Финишировал, но не попал в финальную классификацию \| \| 15 \| Участвовал вне зачёта, либо по отдельной классификации \| \| 18 \| Не финишировал, но попал в финальную классификацию \| \| Сход \| Не финишировал \| \| НКВ \| Не прошёл квалификацию \| \| НПКВ \| Не прошёл предквалификацию \| \| ДСК \| Дисквалифицирован \| \| ИСК \| Исключён из протокола соревнований \| \| ТТ \| Заявлен для участия только в тренировках \| \| НС \| Участвовал в квалификации, но не стартовал в гонке \| \| Т \| Травмирован или болен \| \| ОТК \| Отказ от участия \| \| НТР \| Прибыл на соревнования, но на трассу не выезжал \| \| НПР \| Был заявлен в числе участников, но не прибыл к началу соревнований \| \| О \| Соревнования отменены \| \| \| Не участвовал \| \| Поул-позиция \| \| \| Быстрый круг \| \| |                                                                    |
| Пример | Описание                                                           |
| 1 | Победитель                                                         |
| 2 | Второе место                                                       |
| 3 | Третье место                                                       |
| 5 | Финишировал, заработав очки                                        |
| Сход | Не финишировал, но при этом заработал очки                         |
| 12 | Финишировал, не получив очков                                      |
| НКЛ | Финишировал, но не попал в финальную классификацию                 |
| 15 | Участвовал вне зачёта, либо по отдельной классификации             |
| 18 | Не финишировал, но попал в финальную классификацию                 |
| Сход | Не финишировал                                                     |
| НКВ | Не прошёл квалификацию                                             |
| НПКВ | Не прошёл предквалификацию                                         |
| ДСК | Дисквалифицирован                                                  |
| ИСК | Исключён из протокола соревнований                                 |
| ТТ | Заявлен для участия только в тренировках                           |
| НС | Участвовал в квалификации, но не стартовал в гонке                 |
| Т | Травмирован или болен                                              |
| ОТК | Отказ от участия                                                   |
| НТР | Прибыл на соревнования, но на трассу не выезжал                    |
| НПР | Был заявлен в числе участников, но не прибыл к началу соревнований |
| О | Соревнования отменены                                              |
| | Не участвовал                                                      |
| Поул-позиция |                                                                    |
| Быстрый круг |                                                                    |